# HF Springe
Handballfreunde Springe e. V.  war der Name eines Handballvereins aus der Stadt Springe am Deister. Im Jahr 2018 haben die Handballfreunde Springe und der TuSpo Bad Münder, Abteilung Handball, fusioniert und ihren Spielbetrieb in die neue gemeinsame Handball Spiel-Gemeinschaft (HSG) Deister Süntel eingebracht.

## Geschichte
Handball hat in Springe eine lange Tradition. Es gab viele Bemühungen rund um das Jahr 1945 – doch sie führten zu nichts. Am 12. Januar 1946 wurden dann vom Kreissportbund Regeln aufgestellt und 1950 wurde in Springe mit dem Handball begonnen. Zunächst wurde im Kreis Hameln-Pyrmont gespielt, der Übergang in den Kreis Hannover erfolgte 1957. Zu dieser Zeit spielte der Verein in der zweithöchsten deutschen Spielklasse, der Bezirksliga.
Bis 2000 spielte der Verein unter dem Namen Sportfreunde Springe, ehe nach einer Vereinstrennung die Umbenennung zu Handballfreunde Springe erfolgte.
In der Saison 2008/09 wurden mit Sven Lakenmacher, dem damaligen Trainer, und Wjatscheslaw Gorpischin zwei international erfahrene Spieler an den Deister geholt, um so den angepeilten Aufstieg in die dritthöchste Spielklasse, der Regionalliga zu schaffen. Dieses gelang direkt im ersten Anlauf. In der Saison 2009/10 übernahm Lakenmacher als Spielertrainer das Amt vom entlassenen Danilo Lonovic. Am Ende der Saison belegte Springe als Aufsteiger den 3. Platz und konnten sich somit für die neu gegründete 3. Liga qualifizieren.
Zur Saison 2010/11 verpflichtete Manager Dennis Melching weitere hochkarätige Spieler, um so den Aufstieg in die neue eingleisige 2. Handball-Bundesliga realisieren zu können. Prominenteste Neuzugänge waren Frank Habbe und Jannis Fauteck, die in der Saison 2009/10 noch zusammen in der 1. Bundesliga bei der TSV Hannover-Burgdorf spielten. Des Weiteren wurde der Linkshänder Claus Karpstein vom Zweitligisten TSV Hannover-Anderten verpflichtet. Die Saison beendete der Verein punktgleich hinter der HSG Tarp-Wanderup auf Platz 2.
Zum Saisonbeginn 2011/12 erfolgte ein weiterer Umbau der Mannschaft. So wechselte Simon Herold vom HC Empor Rostock nach Springe. Kay Behnke, Nils Eichenberger und Maximilian Kolditz vom Erstligisten Eintracht Hildesheim hatten ein Zweitspielrecht für die HF Springe. Saisonziel war die Meisterschaft in der 3. Liga Nord und damit verbunden der Aufstieg in die 2. Bundesliga. Am letzten Spieltag hatte Springe die Möglichkeit, aus eigener Kraft aufzusteigen, jedoch unterlag die Mannschaft ihr Heimspiel gegen die HSG Tarp-Wanderup, wodurch sich der SV Henstedt-Ulzburg den Aufstiegsplatz sichern konnte.
In der Saison 2014/15 erreichte Springe in der 3. Liga Nord hinter dem Wilhelmshavener HV zum wiederholten Male den 2. Platz. Aufgrund des freiwilligen Verzichts des Meisters aus der Staffel Süd (SG Leutershausen) und der Tatsache, dass die 2. Mannschaft des SC Magdeburg als Meister der Staffel Ost nicht für den Aufstieg in Liga 2 berechtigt war, kam es in Dresden zu einem Relegationsturnier der jeweils Zweitplatzierten der Staffeln Nord (Springe), West (VfL Eintracht Hagen) und Ost (HC Elbflorenz), bei dem zwei Aufsteiger gesucht wurden. Der Zweitplatzierte der Staffel Süd (SG Nußloch) verzichtete auf den Start. Im ersten der drei angesetzten Spiele setzte sich Springe mit 25:19 gegen Elbflorenz durch. Da die gastgebenden Dresdner auch das zweite Spiel gegen Hagen mit 26:27 verloren, standen Springe und Hagen bereits vor dem letzten Spiel als Aufsteiger fest. Im bedeutungslosen dritten Spiel der beiden designierten Aufsteiger trennten sich beide Teams 40:40.
Zur Saison 2016/17 verweigerte der Ligaverband HBL den HF Springe die Lizenz zur weiteren Teilnahme an der 2. Liga wegen nicht fristgerecht vorgelegter Nachweise der wirtschaftlichen Leistungsfähigkeit. Obwohl die Mannschaft am Ende der Saison 2017/2018 den vierten Platz in der 3. Liga Staffel Nord erreichte, meldete der Verein die Mannschaft aus finanziellen Gründen aus der 3. Liga ab.
Seit Sommer 2018 spielt Springe mit der TuSpo Bad Münder als HSG Deister-Süntel.

## Saisonbilanzen seit 2011
| Saison  | Spielklasse     | Platz | Sp | S  | U | N  | Tore      | Diff. | Punkte |
| ------- | --------------- | ----- | -- | -- | - | -- | --------- | ----- | ------ |
| 2011/12 | 3. Liga Nord    | 02    | 30 | 24 | 1 | 05 | 0911:0778 | +133  | 49:11  |
| 2012/13 | 3. Liga Nord    | 07    | 30 | 15 | 4 | 11 | 0852:0836 | +016  | 34:26  |
| 2013/14 | 3. Liga Nord    | 02    | 30 | 20 | 1 | 09 | 0878:0806 | +072  | 41:19  |
| 2014/15 | 3. Liga Nord*   | 02    | 30 | 24 | 3 | 03 | 0931:0782 | +149  | 51:09  |
| 2015/16 | 2. Bundesliga** | 15    | 40 | 13 | 5 | 22 | 1054:1100 | −047  | 31:49  |
| 2016/17 | 3. Liga Ost     | 03    | 30 | 18 | 4 | 08 | 0848:0803 | +045  | 40:20  |
| 2017/18 | 3. Liga Nord*** | 04    | 28 | 19 | 1 | 08 | 0823:0751 | +072  | 39:17  |

|  | Aufstieg |
|  | Abstieg  |

* Aufstieg in die 2. Handball-Bundesliga durch Qualifikation im Relegationsturnier.
** Abstieg in die 3. Handball-Liga aufgrund nicht erteilter Lizenz.
***Freiwilliger Rückzug aus 3. Liga.

## Belege
1. ↑  Springe steigt in 2. Liga auf (Memento des Originals vom 28. Mai 2015 im Internet Archive)  Info: Der Archivlink wurde automatisch eingesetzt und noch nicht geprüft. Bitte prüfe Original- und Archivlink gemäß Anleitung und entferne dann diesen Hinweis.
2. ↑  handball-world.com: Springe akzeptiert Lizenzentzug durch HBL, vom 28. April 2016, abgerufen am 26. Juli 2016.
3. ↑  handball-world.com: Paukenschlag: HF Springe bestätigen Rückzug aus 3. Liga, vom 11. Mai 2018, abgerufen am 28. Mai 2018.
4. ↑  www.sportbuzzer.de (Seite nicht mehr abrufbar, festgestellt im Juni 2025. Suche in Webarchiven)  Info: Der Link wurde automatisch als defekt markiert. Bitte prüfe den Link gemäß Anleitung und entferne dann diesen Hinweis., „Ein Jahr nach dem Ende der Handballfreunde: So läuft es bei der HSG Deister-Süntel“, 11. August 2019, abgerufen am 5. März 2021.